# Elimar Klebs
Elimar Klebs (vollständiger Name Ernst Elimar Klebs, * 15. Oktober 1852 in Braunsberg; † 17. Mai 1918 in Marburg) war ein deutscher Althistoriker.

## Leben
Der Sohn eines ostpreußischen Staatsanwalts und Bruder des Botanikers Georg Albrecht Klebs studierte bei Theodor Mommsen und Heinrich von Treitschke an der Universität Berlin, wo er 1876 promoviert wurde und sich 1883 habilitierte. Vom Wintersemester 1883/84 bis zum Wintersemester 1905/06 hielt er als Privatdozent Vorlesungen über griechische und römische Geschichte ab. Einen Ruf an die Universität Greifswald (1881) lehnte er ab. Er war an der Berliner Akademie ab 1886 einer der drei Bearbeiter (neben Hermann Dessau und Paul von Rohden) der ersten Auflage der Prosopographia Imperii Romani. Der von ihm erstellte erste Band (Buchstaben A bis C) erschien 1897. Zum Wintersemester 1906 wurde Klebs als Nachfolger Benedikt Nieses außerordentlicher Professor für Alte Geschichte an der Philipps-Universität Marburg, Ende 1907 ordentlicher Professor. Wegen einer schweren Erkrankung wurde er 1913 beurlaubt und ab 1914 von seinen akademischen Verpflichtungen entbunden.
Klebs beschäftigte sich wissenschaftlich vor allem mit römischer Geschichtsschreibung (unter anderem der Historia Augusta) und dem antiken Roman (Titus Petronius, Historia Apollonii regis Tyri). Er verfasste auch Artikel für Paulys Realencyclopädie der classischen Altertumswissenschaft.

## Schriften (Auswahl)
- De scriptoribus aetatis Sullanae. Berlin 1876 (Berlin, Universität, Dissertation, 1876).
- Zur Composition von Petronius Satirae. In: Philologus. Band 47, 1889, S. 623–635, doi:10.1524/phil.1888.47.14.623.
- Das dynastische Element in der Geschichtsschreibung der römischen Kaiserzeit. In: Historische Zeitschrift. Band 61 = NF 25, Heft 2, 1889, S. 213–245, JSTOR:27596666.
- Die Sammlung der Scriptores historiae Augustae. In: Rheinisches Museum für Philologie. Band 45, 1890, S. 436–464, JSTOR:41248198.
- Die Erzählung von Apollonius aus Tyrus. Eine geschichtliche Untersuchung über ihre lateinische Urform und ihre späteren Bearbeitungen. Reimer, Berlin 1899.